# Transformacja genetyczna
Transformacja genetyczna, (transgeneza, transgenizacja) – wprowadzenie do komórki obcego materiału genetycznego (DNA), zwłaszcza niewielkiej jego porcji obejmującej jeden do kilku genów. Zmodyfikowana w ten sposób komórka, a także (w przypadku organizmów wielokomórkowych) zregenerowany z niej organizm, to tak zwany „transformant”. 
Gen wprowadzony na zasadzie transformacji do komórki biorczej ma ogólną nazwę „transgen”. Transformant i jego potomstwo dziedziczące transgeny nazywa się „organizmami transgenicznymi” albo, zgodnie z przyjętym obyczajem, choć nie całkiem z logiką, „organizmami zmodyfikowanymi genetycznie”. Otrzymywanie transformantów, czyli transformacja genetyczna, jest istotą inżynierii genetycznej. 
Zwykle terminów tych nie używa się do omawiania przeniesienia do komórki całego genomu innej komórki albo jego dużych fragmentów (np. kilku chromosomów). Takie modyfikacje o znacznie większym zakresie są domeną inżynierii komórkowej, hodowli rekombinacyjnej i inżynierii chromosomowej. 
Wszystkie powyższe techniki – a także kilka innych, na przykład indukowana mutageneza – pozwalają na modyfikowanie genomów, ale przyjęło się nazywać organizmami zmodyfikowanymi genetycznie tylko te, które zostały otrzymane metodami inżynierii genetycznej. Dużo rzadziej nazywa się w ten sposób także te, które są efektem sztucznie wywołanego łączenia się (fuzjonowania) komórek, czyli inżynierii komórkowej. Granica między inżynierią genetyczną a inżynierią komórkową zaciera się stopniowo, w miarę jak możliwe staje się stosowanie do transformacji coraz większych fragmentów DNA. 
Różnice między inżynierią genetyczną a innymi metodami modyfikowania genomów organizmów dotyczą metod i skutków.
Ze względu na niewielki zakres modyfikacji skutki transformacji genetycznej wydają się znacznie lepiej przewidywalne niż wszelkich innych modyfikacji genomów. Z drugiej strony, ze względu na fakt, że inżynieria genetyczna jest dziedziną bardzo młodą i człowiek ma w przeprowadzaniu transformacji genetycznej mniej doświadczenia niż w pozostałych metodach doskonalenia organizmów, transformacja genetyczna budzi szczególnie dużo społecznych obaw. Wątpliwości rodzą się też z faktu, że przy wykorzystaniu transformacji genetycznej można wprowadzić do organizmu biorcy DNA dowolnego innego organizmu. Wydaje się więc, że ta technika obala istniejące od zawsze bariery genetyczne pomiędzy różnymi gatunkami, a nawet królestwami. 
Z drugiej strony dane biologii molekularnej wskazują, że takie egzotyczne wędrówki genów zdarzają się jednak w naturze dość powszechnie. Uczestniczą w nich nieustannie organizmy, które po niewielkich modyfikacjach człowiek zastosował jako wektory do transformacji. 

## Metody transformacji
Metody transformacji dzieli się zwykle na wektorowe i bezwektorowe (transformacji bezpośredniej). W metodach wektorowych wykorzystuje się jakiś organizm pośredniczący przenoszący transgen do komórki biorczej (wektor do transformacji). W metodach bezpośredniej transformacji stosuje się różne sposoby ułatwienia transgenom pokonywania bariery błonowej komórki biorczej:
1. środki chemiczne zwiększające przepuszczalność błony, stosowane w roztworze wraz z DNA (glikol polietylenowy do izolowanych roślinnych protoplastów, chlorek rubidu, chlorek wapnia do chemicznej transformacji bakterii)
2. zamknięcie DNA w liposomach (pęcherzykach lipidowych) – metoda lipofekcji, głównie do transformowania komórek zwierzęcych
3. dodanie do roztworu DNA zawiesiny ostrokrawędzistych, mikroskopijnych kryształków węgliku krzemu – energiczne wytrząsanie w takiej zawiesinie komórek lub protoplastów roślinnych ułatwia przenikanie DNA do ich wnętrza (stosowana sporadycznie, opracowana niedawno)
4. przenikanie DNA wspomagane impulsem elektrycznym (elektroporacja) – do transformowania komórek bakterii, zwierząt, lub protoplastów roślin i grzybów
5. wstrzeliwanie cząsteczek DNA przy pomocy armatki genowej (metoda biolistyczna) – do transformowania komórek zwierząt, grzybów i roślin, zarówno dwu-, jak i jednoliściennych; najczęściej wykorzystywana metoda bezpośredniej transformacji roślin
6. wstrzykiwanie DNA do komórki biorczej albo nawet bezpośrednio do jej jądra (mikroiniekcja) – głównie do transformowania zwierząt
7. wstrzykiwanie DNA w okolice komórek o dużej aktywności podziałowej i stosunkowo przepuszczalnych ścianach (metoda makroiniekcji) – do transformowania roślin (głównie pąków)
8. elektrotransformacja – w odróżnieniu od elektroporacji stosuje się nie krótkotrwały impuls wysokiego napięcia, ale prąd stały o niewielkim napięciu (np. 50 V) działający przez kilkanaście minut (w tej metodzie DNA wprowadzane jest więc do komórek na zasadzie elektroforezy); stosowana sporadycznie do transformowania roślin.

Transformacja bezpośrednia (bezwektorowa) komórek eukariotycznych bywa czasem nazywana transfekcją.
Regułą jest, że nawet jeśli zabiegowi transformacji poddaje się cały organizm, organ, czy inną dużą grupę komórek, transgen dociera tylko do niektórych z nich (nie dotyczy to jedynie mikroiniekcji). Dlatego po przeniesieniu transgenu, zwykle połączonego z różnymi sekwencjami pomocniczymi i tworzącego z nimi tak zwany konstrukt, trzeba hodować modyfikowany obiekt w obecności czynników selekcyjnych, tak by wyszukać nieliczne zwykle transformanty.